# Klub Baby-Sitters (serial telewizyjny 1990)
Klub Baby-Sitters (The Baby-Sitters Club, 1990) – amerykański serial familijny, będący luźną adaptacją popularnej serii książek „Klub Baby-Sitters”, autorstwa Ann M. Martin. W Stanach Zjednoczonych, został wydany również na kasetach video. W roku 1992 ukazały się kasety magnetofonowe i płyty CD z piosenkami z serialu.
Zaledwie trzynastoodcinkowa seria opowiada o szkolnych i domowych perypetiach grupki młodych Amerykanek, które dorabiają po lekcjach, opiekując się okolicznymi dziećmi.

## Obsada
- Meghan Andrews – Mallory Pike
- Melissa Chasse – Dawn Schafer
- Courtney Chase – Cathrine
- Gina Gallagher – Charlotte
- Avriel Hillman – Kristy Thomas
- Meghan Lahey – Mary Anne Spier
- Eric Lawton – Logan
- Nicole Leach – Jessi Ramsey
- Jessica Prunell – Stacey McGill
- Danny Tamberelli – Jackie Rodowski
- Jeni F. Winslow – Claudia Kishi

i inni